# Villiers-au-Bouin
Villiers-au-Bouin är en kommun i departementet Indre-et-Loire i regionen Centre-Val de Loire i de centrala delarna av Frankrike. Kommunen ligger i kantonen Château-la-Vallière som tillhör arrondissementet Tours. År 2022 hade Villiers-au-Bouin 735 invånare.

## Befolkningsutveckling
Antalet invånare i kommunen Villiers-au-Bouin
Referens:INSEE